# Brian Welch
Brian Philip Welch (Bakersfield, Kalifornija, 19. lipnja 1970.), poznatiji kao Head je američki glazbenik, najpoznatiji kao gitarist nu metal sastava Korn. Sastav je napustio 2005. jer je došao do ruba života zbog ovisnosti o drogama i alkoholu.Obraća se na kršćanstvo i počinje se brinuti o svojoj kćerci koja je ostala bez majke. Vratio se sastavu Korn nakon 8 godina u 2013.

## Diskografija

### Korn
- Korn (1994.)
- Life Is Peachy (1996.)
- Follow the Leader (1998.)
- Issues (1999.)
- Untouchables (2002.)
- Take a Look in the Mirror (2003.)
- Greatest Hits Vol. 1 (2004.)

## Vanjske poveznice
- Službena stranica